# Robert Benayoun
Robert Benayoun (12 de diciembre de 1926 — 20 de octubre de 1996) fue un cineasta, escritor y crítico cinematográfico de nacionalidad francesa, miembro del jurado del Festival de Cannes de 1980. 

## Biografía
Nacido en Kenitra, Marruecos, se sumó al movimiento surrealista en 1948, fundando en 1951, junto a Adonis Kyrou, la revista L'Âge du cinéma, de la cual fue redactor jefe. Benayoun colaboró regularmente con revistas surrealistas como Médium, Le Surréalisme même y La Brêche. En 1960 fue con el grupo surrealista al jardín Désert de Retz, apareciendo con motivo de dicha ocasión en el reportaje fotográfico de Denise Bellon junto a André Breton.
Benayoun publicó uno de los primeros estudios sobre la biografía de Sigmund Freud por Ernest Jones. Panfletario de talento,  « demolió » la obra de Louis Pauwels y Jacques Bergier El retorno de los brujos. Fue traductor de los poemas de Edward Lear, además de traducir a Charles Ford y Washington Irving, y tuvo una importante obra artística dedicada al collage.
También fue crítico cinematográfico, escribiendo para Positif, La Méthode, Le Nouvel Observateur y Le Point. En 1980 fue miembro del jurado del Festival de Cannes.
Benayoun escribió libros sobre cineastas como Tex Avery, Woody Allen, Buster Keaton, los Hermanos Marx y Alain Resnais, y hacia el final de su vida comenzó a escribir una obra sobre Steven Spielberg con el beneplácito del propio director, aunque no pudo finalizarla por problemas de salud. Además, fue uno de los principales partidarios del humoritas Jerry Lewis, llegando a dirigir un film sobre él titulado Bonjour Mr. Lewis.
Robert Benayoun falleció en París, Francia, en 1996.

## Libros
- L'Anthologie du non-sens, Jean-Jacques Pauvert, París, 1957
- Érotique du surréalisme, Jean-Jacques Pauvert, París, 1965
- Bonjour monsieur Lewis, P. Losfeld, 1972
- Le Nonsense, Balland, 1977.
- Le Dessin animé après Walt Disney
- John Huston, Seghers, 1966
- Les Frères Marx, Seghers, 1980
- Alain Resnais, arpenteur de l'imaginaire, Stock, 1980
- Le Regard de Buster Keaton, Herscher, 1982
- Les Dingues du nonsense de Lewis Caroll à Woody Allen, Seuil, 1986
- Le Mystère Tex Avery, Seuil, 1988
- Le Rire des surréalistes, La Bougie du Sapeur, 1988
- Petites pièces pouvant servir à approcher (même à comprendre) sinon à expliquer dans son ensemble le surréalisme, L'Ecart absolu, 2001

## Filmografía

### Director
- 1969 : Paris n'existe pas (director, guionista, actor)
- 1975 : Sérieux comme le plaisir (director, guionista)

### Actor
- 1968 : Erotissimo, de Gérard Pirès
- 1969 : Paris n'existe pas
- 1976 : Cours après moi que je t'attrape, de Robert Pouret